# Carlo Barsotti
Carlo Barsotti, född 25 augusti 1939 i Livorno, död 25 november 2024 i Gustav Vasa församling, Stockholm, var en italiensk-svensk regissör, skådespelare, översättare och teaterman. 

## Biografi
Barsotti flyttade till Sverige 1967, där han engagerade sig i den fria teatergruppen Narren i Stockholm. Han hade redan i Italien lärt känna Dario Fo och översatte, tillsammans med hustrun Anna Barsotti, en lång rad pjäser av honom till svenska. Dessa sattes upp av honom på Pistolteatern, Fågel Blå, Stockholms stadsteater och Dramaten, ofta tillsammans med Björn Granath. Barsotti var även grundare av och ledare för musikgruppen Bella ciao som framförde italienska kampsånger. Han bidrog till spridningen av Reggio Emilia-pedagogik i Sverige och världen och var en av initiativtagarna till Slow Food-rörelsen.

## Filmografi

### Regi
- Ett paradis utan biljard (1991)
- Semester i Norden (1990)
- Hoppet över muren (1986)
- Ett barn har hundra språk, men berövas nittionio (1981)

### Manus
- Ett paradis utan biljard (1991)
- Semester i Norden (1990)
- Hoppet över muren (1986)

### Roller
- Kim - den skalliga primadonnan (2017)
- Italienska för nybörjare (2000)
- Sufflösen (1999)
- Vendetta (1995)
- I lagens namn (1986)
- Amorosa (1986)
- Älgräddarna (1977)